# Szkoła Policji w Pile
Szkoła Policji w Pile – centrum szkoleniowe Policji w Polsce, jedyna w Polsce placówka kształcąca policjantów służby kryminalnej. Szkoła prowadzi również szkolenia na kursach podstawowych, przygotowujących do zawodu nowo przyjętych policjantów z całego kraju.
W szkole prowadzone są m.in. kursy dla techników kryminalistyki, kursy specjalistyczne dla policjantów służby kryminalnej w zakresie wykonywania czynności operacyjno-rozpoznawczych, czynności dochodzeniowo-śledczych, działań werbunkowych oraz z zakresu nadzoru nad czynnościami procesowymi wykonywanymi przez Policję. Obecnie szkoła kształci rocznie kilka tysięcy słuchaczy biorących udział w różnych szkoleniach.

## Historia
Szkoła milicyjna powstała 15 września 1954, a jej siedzibą został budynek dawnej rejencji. Pierwszy kurs szkoleniowy rozpoczął się w grudniu 1954, z udziałem 492 słuchaczy. Ówcześnie prowadzono tylko kursy posterunkowych. Szkolenie trwało tylko cztery miesiące, co wynikało z potrzeby pilnego przeszkolenia jak największej liczby funkcjonariuszy. We wrześniu 1956 zostały wprowadzone kursy 5-miesięczne, a w 1957 kursy 10-miesięczne (1352 godziny zajęć). 1 kwietnia 1960 rozpoczęto szkolenie referentów operacyjno-dochodzeniowych, na podstawie jednolitego, 8-miesięcznego programu. W 1973 szkoła odeszła od szkolenia posterunkowych.
W wyniku transformacji systemowej w Polsce, w kwietniu 1990 została utworzona Policja. Spowodowało to reformę szkolenia funkcjonariuszy, w tym wprowadzenie nastawienia na przygotowywanie do służenia społeczeństwu. Po okresie intensywnego szkolenia policjantów na kursach podstawowych, szkoła powróciła do kształcenia kadr policji kryminalnej.